# Elektrokardiogram
Eléktrokardiográm, krajše EKG, je izpis elektrokardiografa, naprave za zapisovanje električnih potencialov v srcu.

## Odseki EKG-ja
Osnovni vzorec zapisa enega srčnega impulza je sestavljen iz treh valov:
- val P,
- kompleks QRS (sestavljen iz treh ločenih zobcev, Q, R is S) in
- val T.

Četrti, tako imenovani val U, je normalno neviden, ker se skriva med valom T in naslednjim porajajočim se valom P.
Osnovna črta elektrokardiograma je pri normalnem srčnem impulzu enaka izoelektrični črti (0 mV) in predstavlja obdobja v srčnem ciklusu, ko ne tečejo nobeni električni tokovi do elektrokardiografa. Pri boleznih srca je lahko osnovna črta negativna (npr. pri srčni ishemiji) ali pozitivna (npr. pri srčni kapi) glede na izoelektrično črto. Zlasti se to zgodi v intervalih TP in PR, ko sta prekata sicer v obdobju počitka, vendar tečejo tokovi zaradi srčne poškodbe. Interval ST običajno ostaja na ravni izoelektrične črte, ker gre za obdobje popolne depolarizacije prekatov, zato noben tok ne more teči.  Na večini elektrokardiogramov izoelektrična črta ni označena, zato ob znižanju osnovne črte interval ST izgleda navidezno povišan, in obratno, pri povišanju osnovne črte EKG-ja izgleda, kot da je interval ST znižan.
| Odsek        | Opis | Trajanje                                 |
| ------------ | --- | ---------------------------------------- |
| Interval RR  | Interval med dvema zaporednima zobcema R; normalni srčni ritem v mirovanju je 60 do 100 udarcev na minuto. | 0,6 do 1,2 s                             |
| Val P        | Val P na EKG-ju je posledica širjenja impulza iz desnega v levi preddvor (glavni električni vektor je usmerjen od sinusno-preddvornega vozla proti preddvorno-prekatnemu vozlu. | 80 ms                                    |
| Interval PR  | Interval PR se meri od začetka vala P do začetka kompleksa QRS. Odraža čas, v katerem električni impulz prepotuje od sinusnega vozla preko preddvorno-prekatnega vozla in do prekatov, in je dober pokazatelj delovanja preddvorno-prekatnega vozla.                                             | 120 do 200 ms                            |
| Segment PR   | Segment PR povezuje val P in kompleks QRS. Impulzni vektor potuje od preddvorno-prekatnega vozla preko Hisovega snopa do Purkynjevih vlaken. Ta električna aktivnost ne povzroči neposredno kontrakcije, temveč gre zgolj za potovanje impulza do prekatov. Interval PR je klinično pomembnejši. | 50 do 120 ms                             |
| Kompleks QRS | Kompleks QRS odraža hitro depolarizacijo desnega in levega prekata. Prekata imata v primerjavi s preddvoroma več mišičnine, zato ima kompleks QRS običajno znatno višjo amplitudo kot val P. | 80 to 120 ms                             |
| Točka J      | Gre za točko, ko se konča kompleks QRS in se začne segment ST. Uporablja se pri določanju morebitnega znižanja ali povišanja segmenta ST. | /                                        |
| Segment ST   | Segment ST povezuje kompleks QRS in val T ter odraža čas depolarizacije prekatov. Je na ravni izoelektrične črte. | 80 do 120 ms                             |
| Val T        | Val T odraža repolarizacijo prekatov. Interval od začetka kompleksa QRS do vrha vala T označuje absolutno refraktorno dobo, druga polovica vala T pa označuje relativno refraktorno dobo. | 160 ms                                   |
| Interval ST  | Interval ST se meri od točke J do konca vala T. | 320 ms                                   |
| Interval QT  | Interval QT se meri od začetka kompleksa QRS do konca vala T. Podaljšan interval QT pomeni povečano tveganje za ventrikularne tahiaritmije in nenadno smrt. Odvisen je od hitrosti bitja srca.                                                                                                   | Do 420 ms pri hitrosti bitja srca 60 bpm |
| Val U        | Val U naj bi hipotetično povzročila repolarizacija interventrikularnega septuma. Normalno ima nizko amplitudo, najpogosteje sploh ni viden. Vedno sledi valu T, z amplitudo v isto smer. Če je preveč izrazit, lahko gre za hipokaliemijo, hiperkalciemijo ali hipertiroidizem.                  |                                          |
| Val J        | Val J, dvignjena točka J ali Osbornov val se lahko pojavi kot pozen zobec delta, ki sledi kompleksu QRS, ali kot majhen sekundaren val R. Značilen je za hipotermijo ali hiperkalciemijo. |                                          |